# Uwe Becker (Satiriker)
Uwe Becker (* 1954 in Wuppertal) ist ein deutscher Satiriker.
Becker ist ein ständiger Mitarbeiter der Satirezeitschrift  Titanic, wo er allmonatlich Fotowitze veröffentlicht.
Außerdem arbeitete er bis zu ihrer Einstellung im Jahr 2016 regelmäßig für die Satire-Rubrik Spam von Spiegel Online und ist Herausgeber und Chefredakteur des humoristischen Wuppertaler Stadtmagazins iTALien. Im Jahr 2004 veröffentlichte er den Sammelband Begrabt mein Herz in Wuppertal, der 25 Beckers aus iTALien zusammen mit Initialen verschiedener Titanic-Autoren enthält.
2005 kandidierte er für Die Partei in der Wahl zum 16. Deutschen Bundestag für den Wahlkreis 103 Wuppertal. Im selben Jahr hatte er bei der Landtagswahl in Nordrhein-Westfalen für Die Partei bereits im Landtagswahlkreis Wuppertal III – Solingen II kandidiert.
Uwe Becker lebt und arbeitet in Wuppertal.

## Werke
- Aus dem Tal hat man ein Gelächter gehört. Cartoonisten aus dem Bergischen Land. Hrsg. Erik Schönenberg. Edition 52, Wuppertal 2007, ISBN 978-3-935229-57-9.
- Begrabt mein Herz in Wuppertal. Titel, Texte und Satiren. Wuppertal 2004.
- English Lessons, Learning Humour — the Komische Kunst in 10 Units. Hrsg. von Inka Bachmann. Katalog zur Ausstellung 22. Juni bis 15. September 2002 in der Caricatura, Galerie für Komische Kunst Kassel. Caricatura, Kassel 2002, ISBN 3-8303-3071-5.

## Ausstellungen
- 2008: Fotowitze. Klabunt, Frankfurt a. M.